# John Marshal († 1165)
John Marshal (auch John FitzGilbert) († vor 29. September 1165) war ein anglonormannischer Adliger und Marshal von England.

## Herkunft und Dienst unter Heinrich I. und Stephan von Blois
John entstammte der anglonormannischen Familie Marshal. Er war ein Sohn von Gilbert, dem Marschall von Heinrich I. Er wird erstmals erwähnt, als er während der Herrschaft von Heinrich I. zusammen mit seinem Vater das erbliche Recht der Familie auf das Amt des Marschalls gegen andere Bewerber verteidigte. 1130 bezahlte er eine Gebühr, das er als Erbe das Amt und die Besitzungen seines verstorbenen Vaters übernehmen durfte, daraufhin begann die Verwendung seiner Amtsbezeichnung als Familienname. Bereits kurz nach dem Tod von Heinrich I. unterstützte er Stephan von Blois als neuen König. Von 1136 bis 1138 bezeugte er zahlreiche königliche Urkunden, und 1137 begleitete er den König in die Normandie.

## Rolle im Thronfolgestreit nach dem Tod von Heinrich I., der Anarchie
Als Matilda, die Tochter von Heinrich I., ebenfalls den Thron beanspruchte und es zum offenen Bürgerkrieg, der sogenannten Anarchie kam, scheint John um 1138 auf die Seite von Matilda gewechselt zu haben. Er besetzte Marlborough und Ludgershall Castle, die er als Lehen von König Stephan erhalten hatte. Daraufhin begann Stephan eine Belagerung von Marlborough Castle, die durch die Landung von Matilda und Robert of Gloucester im September 1139 in Sussex unterbrochen wurde. Im März 1140 nahm John den räuberischen Söldnerführer Robert fitz Hubert gefangen, doch ob er um diese Zeit noch Robert of Gloucester oder wieder den König unterstützte, ist umstritten. Anscheinend versuchte er den Bürgerkrieg auszunutzen, um im nördlichen Wiltshire und im Kennet Valley eine eigene Herrschaft aufzubauen.
Nach der Gefangennahme von König Stephan in der Schlacht von Lincoln im Februar 1141 stand John eindeutig auf der Seite von Matilda. Im Juli gehörte er zu ihrem Gefolge in Oxford und im August und September unterstützte er die Belagerung von Winchester. Vermutlich war er der John, der mit einer Streitmacht eine Entsatzarmee der Anhänger des Königs abwehren sollte. In Wherwell Abbey geriet er in einen Hinterhalt des Söldnerführers Wilhelm von Ypern. Die Abtei ging in Flammen auf, wobei John ein Auge verloren haben soll. In den nächsten Jahren blieb John ein loyaler Gefolgsmann von Matilda, zumal sein Bruder William FitzGilbert ihr als Kanzler diente. Er nutzte den Bürgerkrieg jedoch weiter, um seine Besitzungen in Berkshire und in Wiltshire zu erweitern. Als Mittelpunkt seiner Besitzungen befestigte er seinen Sitz in Hamstead Marshall in Berkshire. Durch seine Gebietsansprüche geriet er dabei mit den Mönchen von Abingdon Abbey sowie mit Patrick of Salisbury in Konflikt. Noch 1141 hatte er zusammen mit Patricks älteren Bruder William of Salisbury Wiltshire für Matilda verwaltet, doch vor 1145 geriet er mit Patrick und dessen Familie in Streit, der zu einer Fehde zwischen diesen beiden Unterstützern von Matilda wurde. In dieser Fehde konnte sich jedoch der mächtige Earl Patrick gegen John durchsetzen, so dass John ein Abkommen mit ihm schließen musste. Danach musste er sich unter dem Vorwand, dass eine nahe Verwandtschaft mit seiner Frau Adelina entdeckt worden sei, von ihr scheiden lassen und um 1145 Sybil, eine Schwester von Earl Patrick heiraten.
John blieb weiter ein Unterstützer von Matilda und wird 1147 oder 1149 als Begleiter von Henry fitz Empress in Devizes erwähnt. Die Belagerung von Johns Burg in Newbury in Berkshire 1152 durch königliche Truppen wurde zu einer Krise der Herrschaft von König Stephan. John selbst befand sich nicht in der Burg und wollte seinen belagerten Gefolgsleuten zu Hilfe kommen. Unter dem Vorwand, verhandeln zu wollen, übergab er dem König dazu seinen Sohn William als Geisel. Den folgenden Waffenstillstand nutzte er jedoch, um die Burg mit Verstärkungen und Proviant zu versorgen. Als die Belagerungstruppen diese Verletzung des Waffenstillstands bemerkten, informierten sie John, dass sein Sohn als Geisel hingerichtet worden sei, worauf John erwiderte, er könne noch mehr und bessere Söhne zeugen. König Stephan hatte mit dem Kind jedoch Mitleid und lehnte dessen Hinrichtung ab. Stattdessen holte er den jungen William an seinen Hof. Newbury fiel schließlich dennoch an den König, der anschließend weiter nach Wallingford Castle zog. Dort kam es zur entscheidenden Konfrontation mit Henry fitz Empress, wobei John Marshal zu Henrys Aufgebot gehörte. Die Konfrontation führte jedoch zu keiner Schlacht, sondern zu Verhandlungen. Diese führten zum Vertrag von Wallingford, der den Bürgerkrieg beendete.

## Späteres Leben unter Heinrich II.
John Marshal behielt zu Beginn der Herrschaft des neuen Königs Heinrich II. eine wichtige Stellung am Königshof und durfte den Großteil der Ländereien, die er während des Bürgerkriegs besetzt hatte, behalten. Nur Ludgershall Castle musste er anscheinend wieder dem König übergeben. Bereits nach einem oder zwei Jahren verlor er jedoch die Gunst des Königs und 1158 musste er Marlborough Castle dem König übergeben. Als er 1163 behauptete, dass sich auf den König eine Prophezeiung von Merlin bezog, nach der Heinrich II. vor seiner Rückkehr aus Frankreich nach England sterben würde, fiel er vollends in Ungnade. Bereits 1162 hatte John auf sein Gut von South Mundham verzichten müssen, das wie andere seiner Güter von Erzbischof Thomas Becket von Canterbury beansprucht wurde. Als seine Klage vom erzbischöflichen Gericht zurückgewiesen wurde, wandte er sich an den König und beklagte sich über ungerechte Behandlung. Heinrich II. entschied während der Ratsversammlung in Northampton im Oktober 1164 über Johns Beschwerde. Er wies diese zurück, doch nutzte er den Fall, um seinerseits Becket des Amtsmissbrauchs zu beschuldigen.
John starb vor Michaelis 1165.

## Familie und Nachkommen
Die Herkunft seiner ersten Frau Adelina ist unbekannt, möglicherweise war sie eine Tochter des Barons Walter Pipard aus Wiltshire. Aus dieser Ehe hatte er mindestens zwei Söhne:
- Gilbert († 1166)
- Walter

Um 1145 ließ er sich von Adelina scheiden, die nach der Scheidung Stephen Gay, einen Grundbesitzer aus Oxfordshire heiratete. Stephen Gays Schwester war die Mutter von Robert of Gloucester, dem Führer der Partei von Matilda.
Aus seiner zweiten Ehe mit Sybil of Salisbury hatte John vier Söhne und drei Töchter, darunter:
- John II († 1194)
- William Marshal, 1. Earl of Pembroke (1144–1219)
- Ansel
- Henry Marshal, Bischof von Exeter († 1206)

Bei Johns Tod wurde sein Erbe aufgeteilt. Gilbert, der überlebende Sohn aus seiner ersten Ehe, erbte einen kleineren Teil sowie das Erbe seiner Mutter, während John II, der älteste Sohn aus seiner zweiten Ehe, den Großteil erbte. Gilbert starb jedoch bereits 1166, so dass John II auch dessen Anteil erbte. John II hinterließ bei seinem Tod 1194 nur einen unehelichen Sohn, John, so dass daraufhin William Marshal zum Erben seines Vaters wurde.